# Holomelina calera
Holomelina calera är en fjärilsart som beskrevs av Barnes 1907. Holomelina calera ingår i släktet Holomelina och familjen björnspinnare. Inga underarter finns listade i Catalogue of Life.